# Grigorij Jakovljevič Bahčivandži
Grigorij Jakovljevič Bahčivandži, sovjetski letalski častnik, vojaški pilot, preizkusni pilot in letalski as, * 20. februar 1908, † 27. marec 1943 (KIFA).
Bahčivandži je v svoji vojaški karieri dosegel 5 samostojnih in 20 skupnih zračnih zmag.

## Življenjepis
Med drugo svetovno vojno je bil pripadnik 402. lovskega letalskega polka.
S I-16 in MiG-3 je opravil 65 bojnih misij in sodeloval v 26 zračnih spopadih.

## Odlikovanja
- heroj Sovjetske zveze (posmrtno)